# مقاطعة بهارستان
مقاطعة بهارستان (بالفارسية: شهرستان بهارستان) هي إحدى مقاطعات محافظة طهران في إيران. كان عدد سكان المقاطعة سنة 2016 حوالي 536,329 نسمة.